# Comerica Bank Challenger 1989
Il Comerica Bank Challenger 1989 è stato un torneo di tennis facente parte della categoria ATP Challenger Series nell'ambito dell'ATP Challenger Series 1989. Il torneo si è giocato a Aptos negli Stati Uniti dal 24 al 30 luglio 1989 su campi in cemento.

## Vincitori

### Singolare
Mark Kaplan ha battuto in finale  Robbie Weiss con il punteggio di 6–4, 6–4

### Doppio
Steve DeVries /  Ted Scherman hanno battuto in finale  Bryan Shelton /  Kenny Thorne con il punteggio di 6–3, 1–6, 6–2